# Winterpostelein
De winterpostelein, witte winterpostelein of kleine winterpostelein (Claytonia perfoliata, synoniem: Montia perfoliata) is een eenjarige plant uit de familie Montiaceae. Vroeger was de soort opgenomen in de posteleinfamilie (Portulacaceae). De soort groeit van nature in Noord-Amerika. Via Cuba is de plant naar West-Europa gekomen. De soort wordt in Engeland, Frankrijk, België, Nederland en Duitsland verbouwd als winterharde postelein, maar komt in al deze landen ook verwilderd voor. Vanwege de route waarlangs de plant in Europa arriveerde, wordt de plant in Duitsland 'Kubaspinat' genoemd.

## Kenmerken
De plant is 15-40 cm hoog en tijdens de bloei gemakkelijk te herkennen aan de schotelvormige bladeren, waar de stengel door heen lijkt te groeien. Het betreft hier een tweetal bladeren, dat samengegroeid is. Dit zijn geen kelkbladeren, maar onder de bloeiwijze staande hoogtebladeren. 
De gewone bladeren hieronder hebben een schop-vorm en zijn 2-3 cm groot. De twee om de bloemstengel vergroeide hoogtebladeren zijn groter. De witte bloemen zijn klein met 2-3 mm lange kroonbladen. De plant bloeit van april tot juni. In maart gezaaid bloeit de plant van juni tot in de herfst. De 1-1,5 mm grote zaden hebben een mierenbroodje.
De kleine bloemen lokken door hun honinggeur kleine insecten, die bij het zuigen stuifmeel van de knopjes meenemen en dit op de stempels van andere bloemen overbrengen.

## Naamgeving
De botanische naam Claytonia komt van John Clayton, een botanicus uit de 17e eeuw. De soortaanduiding perfoliata (Latijn: per door + folium blad) is gebaseerd op het feit dat de stengel door twee tot een schotel aaneengegroeide bladeren groeit.

## Teelt

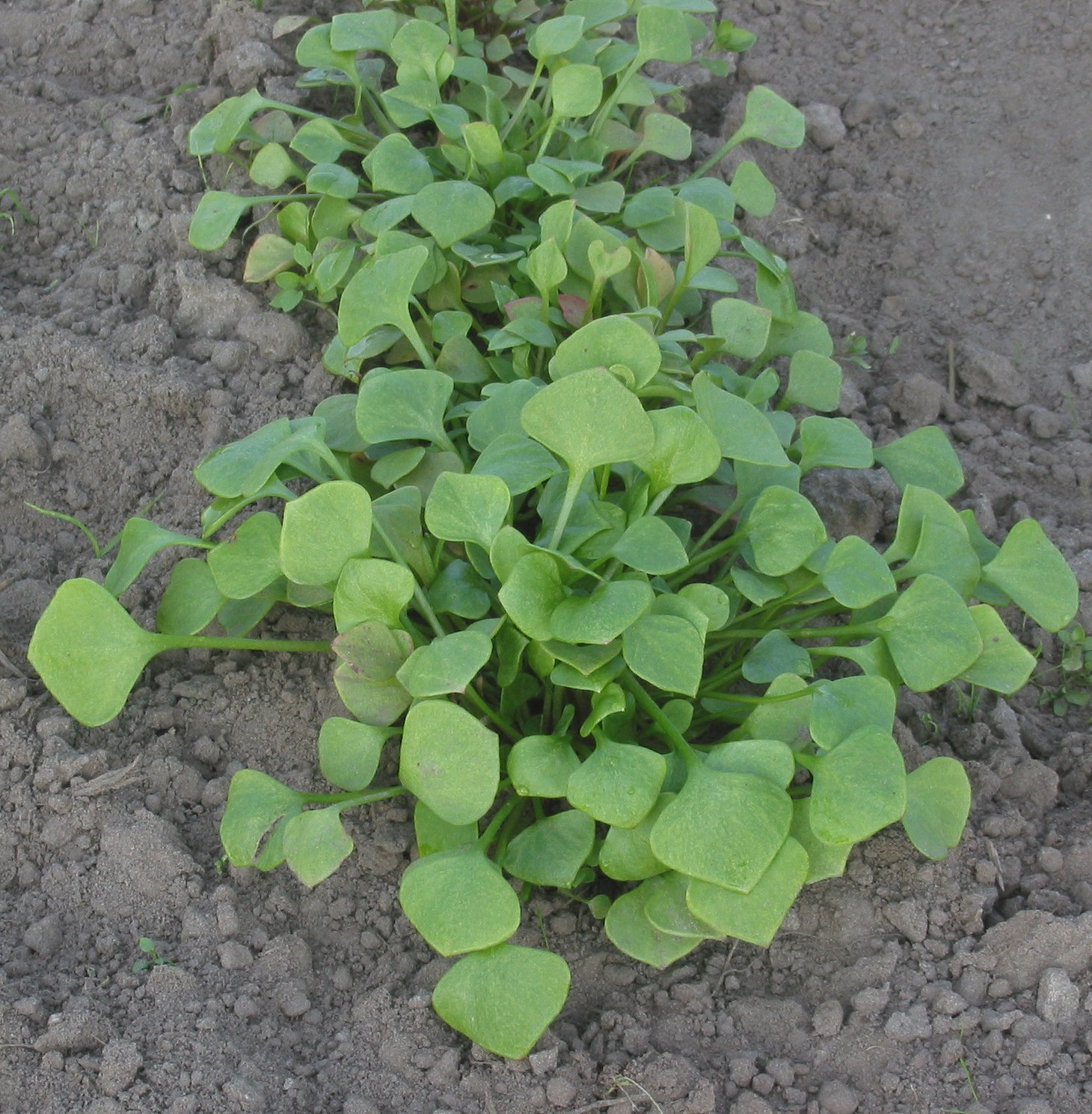
planten half oktober

Wie de plant wil telen, kan in juni en juli zaaien, waarbij de zaadhoeveelheid 10 g/m² bedraagt. Een onderlinge afstand van 10 cm tussen de rijen is gewenst. Voor de teelt onder glas moet in de tweede helft van augustus gezaaid worden, waarbij de eerste oogst in november en de tweede in maart valt.
Reeds jonge planten kunnen in de herfst geoogst worden. Wanneer men het hart laat staan, maakt de plant weer nieuwe bladeren. De oogst dient in maart afgesloten te worden voordat de plant gaat bloeien.
Het plantje heeft een sterke voorkeur voor zandige gronden, en zal dus in tuinen met goede grond niet snel als onkruid woekeren. Wel stelt het eisen aan de vochtigheid: het heeft behoefte aan constant vochtige grond. De plant verwacht een zuurgraad tussen 6,1 en 7,8.

### Zaadteelt

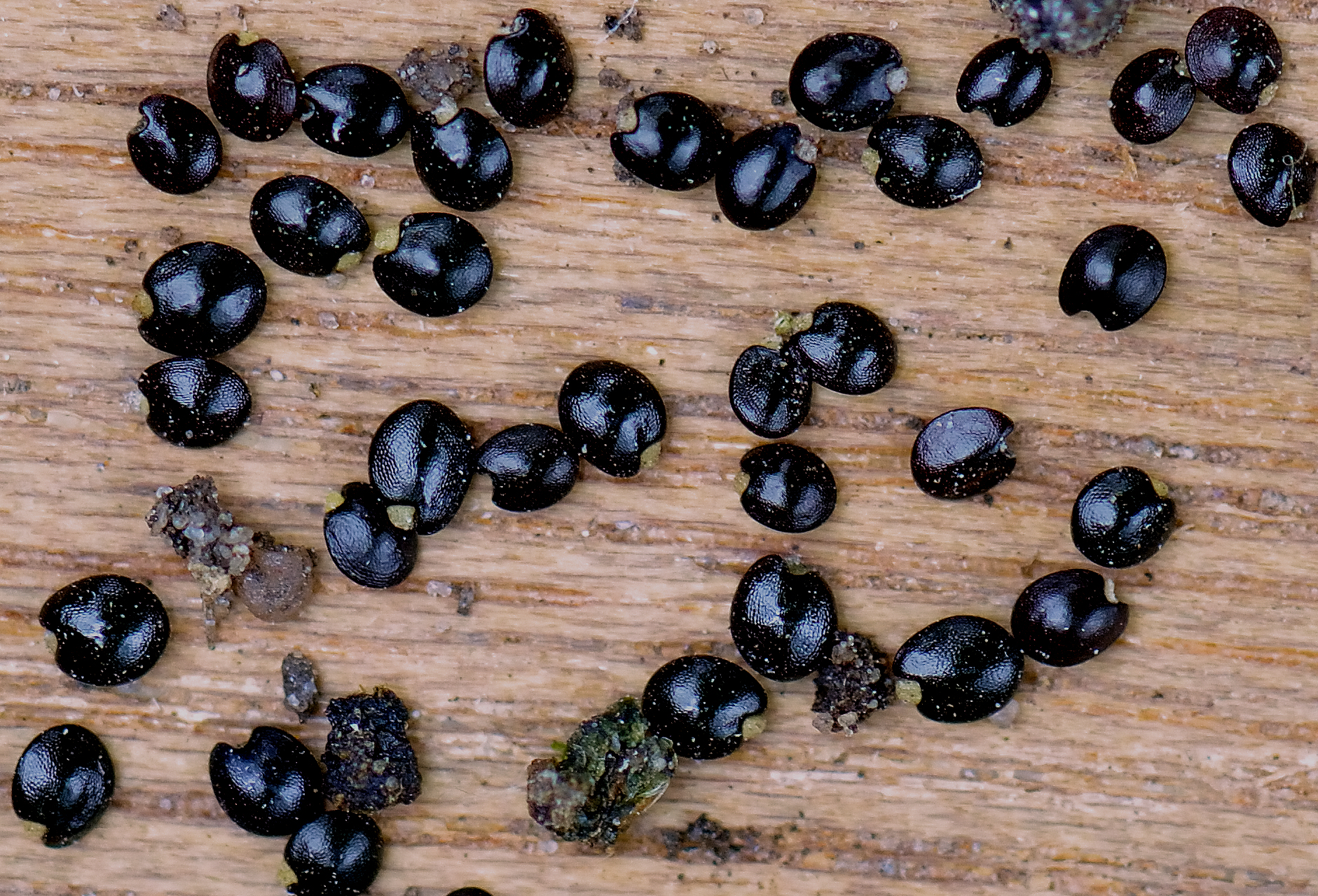
Zaden

Voor de teelt van zaad moet er half maart gezaaid worden. De bloei begint dan in juni tot in de herfst. De zaaddozen moeten voordat ze op de grond vallen geplukt en gedroogd worden.

## Gebruik
De plant is tegen vorst bestand en daardoor in het vroege voorjaar een belangrijke bron van vitamine C en mineralen als calcium, magnesium, en ijzer. In Amerika werd de plant door zowel Indianen als de goudzoekers in Californië gewaardeerd. Voor deze laatsten was het een belangrijk bestrijdingsmiddel van scheurbuik in het vroege voorjaar, wanneer zij gebrek aan vitamine C hadden. Diverse stammen waaronder de Zwartvoetindianen waardeerden overigens niet alleen de zachte blaadjes, maar ook de knollen, die ook eetbaar zijn evenals de wortels.

### Inhoudsstoffen
De voedingswaarde van 100 gram verse winterpostelein is:
| Energetische waarde | 42 kJ    |
| Koolhydraten        | 1 gram   |
| Eiwit               | 1 gram   |
| Vet                 | 0,2 gram |
| Vitamine C          | 20 mg    |
| Caroteen            | 1,70 mg  |
| Vitamine B1         | 0,06 mg  |
| Vitamine B2         | 0,04 mg  |
| Calcium             | 130 mg   |
| IJzer               | 3 mg     |